# I-36
El I-36 (イ-36?) fue un submarino portaaviones de la Armada Imperial Japonesa que participó en la Segunda Guerra Mundial. Fue el único de los 20 submarinos del Tipo B1 que no resultó hundido en ese conflicto.

## Descripción
El I-36, con un desplazamiento de 2.600 t en superficie, tenía la capacidad de sumergirse hasta 100 m, desarrollando entonces una velocidad máxima de 8 nudos, con una autonomía de 96 millas náuticas a una velocidad reducida de 3 nudos. En superficie, su autonomía era de 14.000 millas náuticas a una velocidad de crucero de 16 nudos, desarrollando una velocidad máxima de 23,6 nudos. Trasportaba un hidroavión biplaza de reconocimiento Yokosuka E14Y conocido por los Aliados como Glen, almacenado en un hangar hidrodinámico en la base de la torre de la vela.

## Historial
Tras su entrada en servicio en septiembre de 1942, el I-36 fue destinado a las islas Shortland, y realizó misiones de suministro y evacuación en Guadalcanal, Lae y Buna durante enero y febrero de 1943. En mayo y junio del mismo año participó en las pruebas de remolque que se llevaron a cabo al desarrollar el contenedor submarino unkatō. El 15 de junio hace una misión de suministro a Kiska remolcando uno de ellos, que se pierde debido a la mar gruesa.
El 10 de agosto es equipado con un detector de radar, y al mes siguiente es enviado a Hawái para hacer reconocimientos aéreos sobre Pearl Harbor. La gran cantidad de radares detectados le impide llevar a cabo su misión hasta el 16 de octubre, cuando su E14Y localiza en la base aeronaval estadounidense cuatro portaaviones, cuatro acorazados, cinco cruceros y diecisiete destructores. El I-36 mantiene contacto por radio en onda larga con el hidroavión, y se dirige hacia el punto de encuentro. Sin embargo, el piloto comunica que ha perdido el rumbo para localizar al submarino, por lo que este se dirige a toda máquina y con las luces de navegación encendidas hacia el punto acordado, pero se pierde la comunicación, dándose por perdidos el hidroavión y sus dos tripulantes.
En abril de 1944, y reconociendo Majuro volvió a suceder lo mismo: el hidroavión no fue capaz de localizar al submarino. Sin embargo, esta vez fue posible restablecer contacto al amanecer. Debido a la superioridad aérea y naval estadounidense en la zona, tras amarar y embarcar los dos tripulantes, el E14Y fue hundido para evitar mantenerse en superficie durante la maniobra de estiba y desmontaje.
El 23 de mayo de 1944 realizó pruebas de inmersión transportando los nuevos tanques anfibios Tipo 4 Ka-Tsu. En septiembre es destinado a transportar minisubmarinos suicidas Kaiten. Para ello se eliminó el hangar y se retiró la pieza de 140 mm, pudiendo transportar cuatro Kaiten. Durante su primera misión de ataque usando este tipo de arma, dos de los minisubmarinos no se movieron de sus anclajes y un tercero tuvo una inundación en el compartimento de su motor, con lo que sólo uno pudo emplearse. Posteriores modificaciones llevadas a cabo en el I-36 le permitieron transportar hasta seis Kaiten, con la capacidad de ser abordados en inmersión.
Tras finalizar la Segunda Guerra Mundial, el I-36 es el único submarino de su clase que permanece a flote. El 1 de abril de 1946 fue hundido durante la Operación Road´s End en la posición (32°37′N 129°17′E / 32.617, 129.283).